# Locha hyalaria
Locha hyalaria là một loài bướm đêm trong họ Geometridae.